# 울산 도시철도
울산 도시철도(蔚山 都市鐵道)는 대한민국 울산광역시에서 건설·운영될 도시 철도 체계이다. 총 4개 노선이 노면전차로 운행되며, 2029년 상반기에 1호선 개통이 확정되었다.

## 역사
경상남도 울산시는 1993년에 방어진~야음 및 태화강역~외곽 간 경전철을 구상하였고, 울산광역시는 1997년 말에 초안을 완성한 도시교통정비계획에서 울산시청~울산역~울산시청 간 중전철 1호선과 방어진, 언양, 통도사 방향으로 향하는 경전철 세 노선을 구상하였다. 2002년 6월에는 기존의 노선을 백지화하고 모두 경전철로 짓기로 변경하였으며, 무인궤도교통(AGT), 간선급행버스체계(BRT), 모노레일, 노면전차 등의 시스템을 검토하였다. 2003년 12월 2일, 다섯 개의 노면전차 노선을 2008년부터 차례로 착공하여 2011년부터 개통하는 계획이 확정되었다. 한국개발연구원에서는 효문역~울산역~울산시청~울산대학교~굴화 간 1호선 본선과 굴화~신울산역~언양 간 지선을 대상으로 예비타당성 조사를 실시하였고, 본선만 건설할 때 B/C=1.21로 경제성이 있으며, 지선과 함께 건설할 때 B/C=0.71로 타당성이 떨어진다고 분석하였다. 그러나 울산 일대 시민단체에서 지나친 사업비, 과다 추정된 수요 등을 이유로 경전철 건설을 반대하였고, 2006년 10월 24일에 열린 국정감사에서 박맹우 시장은 경전철 사업을 연기할 의사를 밝혔다. 2008년 10월 28일에 국토해양부에서 1호선 본선(15.95 km)을 대상으로 기본계획을 고시하였으나, 2009년 2월 울산광역시는 경전철을 보류하고 해당 구간에 BRT를 우선 추진하기로 하였다.
한편, 울산과 타 지역을 연결하는 광역철도가 경전철로 구상되었다. 2001년에 건설교통부에서 삼호~부산 노포동 간 34.4 km를 경전철로 잇는 계획을 마련하였으며, 2007년에는 해당 노선과 함께 굴화~양산 북정 간 34.6 km 경전철을 부산, 울산, 경상남도가 공동으로 추진하기로 하였다. 이 가운데 굴화~북정 경전철의 추진이 2010년 들어 가시화되자, 울산광역시에서는 2008년에 고시되었던 울산 1호선을 다시 추진하였으나, 2012년 6월에 한국개발연구원에서 굴화~북정 경전철을 추진할 타당성이 없다고 판단하자, 1호선 건설을 장기 계획으로 다시 전환하였다.
2010년대 중반 들어 울산광역시는 다시 도시철도 계획 추진에 나섰다. 2017년 3월에 도시철도망 구축계획을 수립하기 위한 용역이 착수되었고, 2019년 6월에 마무리되어 네 개의 노선을 노면전차로 건설하고 2027년부터 개통한다는 계획이 발표되었다. 이를 바탕으로 울산광역시에서는 2019년 10월에 국토교통부에 해당 계획의 승인을 요청하였으며, 2020년 8월 14일에 노선1과 노선2의 예비타당성 조사를 신청하였다. 동년 9월 7일에 도시철도망 구축계획이 고시되었다. 울산시는 2020년 12월 중 1호선에 대하여 타당성재조사를 신청할 계획이고 2호선은 2021년에 다시 예비타당성조사를 신청할 계획이다.
울산광역시 도시철도망 구축 사업은 총 사업비 1조 3,316억 원이 투입될 것으로 울산시는 추정하고 있으며, 이는 울산시의 역대 추진 사업 중 최대규모이다.
2023년 8월 1호선 트램 건설이 확정되었다. 2026년 착공, 2029년 개통 예정이다.

## 노선
다음은 국토교통부 고시를 따랐다. (단, 노선색과 역 수는 2019년 6월 18일에 발표된 울산광역시 도시철도 구축계획(안)을 따름.)
| 노선 | 노선  | 기점   | 종점       | 연장    | 역 수 | 개통일        | 소유자       | 운영자       |
| ---- | ----- | ------ | ---------- | ------- | ----- | ------------- | ------------ | ------------ |
|      | 1호선 | 태화강 | 신복교차로 | 11.0 km | 15    | 2028년 (예정) | 울산광역시청 | 울산교통공사 |

이 밖에, 울산항선을 활용한 수소전기 노면전차 실증 노선(4.6 km)이 구상 중이다.